# Bert Lehrberg
Bert Lehrberg, född 30 september 1957, är en svensk professor i civilrätt.
Lehrberg klarade sin juridiska kandidatexamen vid Uppsala universitet 1985. 1989 blev han promoverad till juridisk doktor.
1990 utsågs Lehrberg till docent. Han var sedan professor i bankrätt vid Lunds universitet 1992-1995. Sedan 1995 är Lehrberg verksam som professor i civilrätt vid Uppsala universitet.
Lehrberg är specialiserad på kommersiell juridik, främst avtalsrätt, köprätt, entreprenadrätt och annan kontraktsrätt, aktiebolagsrätt, skiljedomsrätt och bankrätt samt juridiska metodfrågor. Han har författat flera böcker och ett stort antal vetenskapliga artiklar.

## Publicerade böcker
- Förutsättningsläran. Allmänna betingelser för möjligheten att frånträda rättshandlingar på grund av okända eller oförutsedda förhållanden, Iustus förlag, Uppsala 1989
- I aktiebolagens skymningsland. En studie rörande upplösta aktiebolags rättskapacitet, med beaktande även av rättsläget vid handlande för ett nybildat, ännu ej registrerat aktiebolag, Iustus förlag, Uppsala 1990
- Köprätt, Norstedts Juridik, 2 uppl., Stockholm 1996
- Lehrberg (red), Borgen. Förutsättningsfrågor, regressfrågor, konsumentfrågor, Norstedts, Stockholm 1995
- Uppsatser i bankrätt. Första samlingen, Norstedts Juridik, Stockholm 2002
- Moderna betalningsformer, 3 uppl., IBA Institutet för Bank- och Affärsjuridik AB, Uppsala 2005
- Avtalstolkning, 5 uppl., IBA Institutet för Bank- och Affärsjuridik AB, Uppsala 2009
- Avtalsrättens grundelement, 2 uppl., IBA Institutet för Bank- och Affärsjuridik AB, Uppsala 2006
- Praktisk juridisk metod, 6 uppl., IBA Institutet för Bank- och Affärsjuridik AB, Uppsala 2010
- Rättsfallssamling i aktiebolagsrätt, 2 uppl, IBA Institutet för Bank- och Affärsjuridik AB, Uppsala 2008
- Köprätt enligt 1990 års köplag, IBA Institutet för Bank- och Affärsjuridik AB, Uppsala 2008
- Omförhandlingsklausuler. Betydelse och rättslig behandling, tillämpningsområden, rekvisit och rättsföljder, 2 uppl, IBA Institutet för Bank- och Affärsjuridik AB, Uppsala 2008